# Erik Parker
Erik Parker (1918-2003) var en dansk jazztrompetist. Allerede i 1938 blev han medlem af Svend Asmussens orkester og var fra 1939 til 1945 engageret i Leo Mathisens orkester, hvor han både optrådte som instrumentalist og vokalist. Han anses for én af de betydeligste danske jazzmusikere og en fornem repræsentant for guldalderjazzen. I 1953 emigrerede han til USA, hvor han slog sig ned som restauratør i Los Angeles.